# Ecotiofato
El ecotiopato es un organofosforado que se emplea como medicamento parasimpaticomimético al unirse de manera irreversible a la enzima acetilcolinesterasa. Debido el ecotiofato (también denominado según algunas fuentes como ecotiopato) se une de forma covalente en el sitio esteárico de la enzima acetilcolinesterasa no puede ser  hidrolizado y en consecuencia se inactiva su función fisiológica. Por lo cual, sus efectos duran varias semanas hasta que las células sintetizan nuevas enzimas colinesterasas.

## Usos clínicos
El ecotiopato se usa en gotas oftálmicas para el tratamiento del glaucoma y, en algunos casos, para la acomodación de la esotropia. En la actualidad, su principal productor, Wyeth-Ayerst, ha dejado de sacar al mercado el medicamento, de modo que hay un escaso suministro a nivel mundial.